# Lądowisko Biała Podlaska-Szpital
Lądowisko Biała Podlaska-Szpital – lądowisko sanitarne w Białej Podlaskiej, w województwie lubelskim, położone przy ul. Terebelskiej 57–65 (faktycznie po północnej stronie ul. Okopowej) tuż przy Wojewódzkim Szpitalu Specjalistycznym. Przeznaczone jest do wykonywania startów i lądowań śmigłowców sanitarnych i ratowniczych w dzień i w nocy o dopuszczalnej masie startowej do 5700 kg.
Zarządzającym lądowiskiem jest Wojewódzki Szpital Specjalistyczny w Białej Podlaskiej. W roku 2013 zostało wpisane do ewidencji lądowisk Urzędu Lotnictwa Cywilnego pod numerem 257.
Całkowity koszt inwestycji wyniósł około 985 tys. zł.